# Jakub Rybárik
Jakub Rybárik (* 17. dubna 1986) je slovenský herec, vnuk herce Jana Rybárika.
Jeho otec je lékař a matka zdravotní sestra. Po absolvování Gymnázia Matky Alexie v Bratislavě byl téměř přijat na studium všeobecného lékařství na Lékařské Fakultě Univerzity Komenského. Přestože se v medicínské problematice výtečně orientuje, přece jen se rozhodl pro studium herectví. Herectví studoval v letech 2004 až 2008 na VŠMU v Bratislavě pod pedagogickým vedením prof. Emila Horvátha a doc. Petra Mikulíka. Díky svým schopnostem a vyspělému hereckému projevu se zařadil mezi nejvýraznějších představitelů současné nejmladší slovenský herecké generace.

## Herectví
Jeho herectví je charakteristické racionálním tónem, výrazně proměnlivou hrou s hlasem a mimickou a gestickou flexibilitou. Je představitelem mladých rebelující mužů s vyhraněným pohledem na své okolí. Ve svém herectví pracuje s psychologicko - realistickou kresbou s důrazem na intelektuální, ale i spontánní tóninu dané postavy. Jak se přirozeně dokáže pohybovat v souřadnicích dramatických charakterů, tak své herectví ví obohatit i o jemnější a komediálnější linie. V takových typech postav se projevuje jeho zručná schopnost hyperboly a nadhledu nad postavou.

## Studium
Již během svého studia na Vysoké škole múzických umění zaujal v několika školních, ale i mimoškolních inscenacích. Ze školních úkolů mezi ty nejvýraznější patří postava Kosycha v Čechovově Ivanovovi (režie Marián Amsler), Eilert Lovborg v Ibsenovém dramatu Hedda Gablerová (režie Anna Petrželková) nebo v Jurgovej Haně (režie Alena Lelková).

## Divadlo Andreje Bagara v Nitře
Po ukončení studia získal angažmá v Divadle Andreja Bagara v Nitře, kde působí i v současnosti. Po menších či středně velkých postavách v inscenacích Statky - zmatky (Ondrej), Piargy (Honza) Sardinky na scénu (Tim) nebo Král Lear (Rytíř) dostal velkou příležitost v inscenaci hry Jeana Anouilha Kolombína v režii Emila Horvátha. Z postavy mladého zásadového mladíka, který by mohl být analogií k Molièrově postavě Alcesta z komedie Mizantrop , dokázal Rybárik díky svému jasně modulovaného hlasovému projevu, přesně odvozenému gestu a primárnímu zprůhlednění vztahů vytvořit živou bytost, která zaujala nejen kritickou obec. "Naplno odhalil svůj talent pro charakterové herectví a jednoznačně ze souboru vyčnívá. Jeho herecký projev je realističtější, ale tím je jakoby plnohodnotnější, neboť ukazuje různé odstíny a vnitřní zápasy této postavy. Jeho charakteristickým gestem je pulzující pravá ruka s posilovacím zařízením v ní, jakoby neustále připravena udeřit. Rybárikův Julien je impulzivní, někdy křečovitý, věčně rozzloben a nepokorná, ale za tím vším ukrývá i křehkost a odmítání a samotu. Velmi dobře zvládl šanci, která mu v této postavě dostalo. "(KIČIŇOVÁ, Miriam. Čo chceme od divadla ...?, in KÓD, 2010, r. 4, č. 3).
O tom, že není jen dramatickým hercem, dokonale přesvědčil i v čtyřroli Bači, čerta 2, komorníka a Starostu v pohádce „Mátohy“ v režii Kamila Žišku. Po inscenaci Weskerovej Kuchyně (režie Zoltán Balázs), kde Rybrárik vytváří dramatický charakter šéfkuchaře Alfreda, který nad svými podřízenými vládne důraznou a racionální chladnou rukou, je zatím jeho poslední kreací postava Toma ve hře Tennessee Williamse Skleněný zvěřinec v režii Svetozára Sprušanského. I tady se Rybarikova herectví soustředilo nejen na vnější, ale i vnitřní charakteristiku postavy, která touží odejít od rodiny a odpoutat se od řetězů, které ji při ní drží. Herec opět dostal postavu blízkou naturelu Alcesta z Mizantropa, který se bouří proti společnosti a snaží se z ní vymanit. Jeho Tom je impulzivním mladým mužem se sklony agresivity, který pije pivo, kouří a absolutně se nezajímá o svůj vzhled. Jeho pocity vzpoury a nespokojenosti se životem Rybárik plynule kombinuje s pocity soucitu i snahy pomoci, především své mladší sestře Lauře. Jeho recitování Ginsbergovej básně vytí patří k najemocionálnejším scénám celé inscenace a Rybárik zde dokazuje jak bravurně umí pracovat s textem. Nesoustředí se pouze na vnější efekt, ale všechny podněty básně tlumočí i přes své hlasové a mimické projevy, které umocňují obsah a vyznění básně.

## Hostování v jiných divadlech
Kromě nitranského Divadla Andreja Bagara měl možnost hostovat iv jiných souborech. Ať už to bylo mezinárodní divadlo Meteorit s inscenací Čaruga, Divadlo Ludus s inscenacemi For sale a Incident nebo Slovenské národní divadlo, kde vytvořil postavy kameramana a sanitáře ve Klimačkovej hře Kdo se bojí Beatles nebo Marcella v Shakespearově Hamletovi (obě v režii Petra Mikulíka). Kromě těchto postav v Slovenském národním divadle několikrát zaskočil za kolegu, který z různých důvodů nemohl odehrát představení. Tak například dostudoval postavu Antonia v Shakespearově Večer tříkrálový (alternace s Tomášem Vravníkem) nebo Evarsita v komedii Carla Goldoniho Vějíř (za Jana Koleníka). "Rybárik nejenže postavu Evarista zvládl, ale dokázal udělat "z nouze ctnost".
Rybárik se zřejmě v roli milovníka necítil až tak suverénně jako Koleník, a tak jeho dvoření Candide vstoupilo jakýsi půvabný nesmělý nádech. Tak vznikl větší kontrast mezi jeho láskou ke Candide s místy eroticky podbarvené komunikací s Giannini. Rybárik dokázal po Koleníkovi zkopírovat množství mizanscén, do jiných naopak vnesl svou vlastní hereckou osobnost. Přitom však vytvořil svoji vlastní kompaktní postavu Evarista. "(PAŠUTHOVÁ, Zdeňka. Kvalitná inscenácia, ale - bez názoru. In KÓD, 2010, roč. 4, č.. 5, s. 16.).
Mezi jeho výrazné postavy, které dostudoval za kolegu patří i Tulák v inscenaci hry Ivana Bukovčana Kým kohút nezaspieva v bratislavském divadle Arteatro. "Rybárik naplno využil sílu hluboko položeného hlasu a při jeho dialozích s Fischlem a Uhríkem se jeho hlas rozléhá po celém prostoru a jeho repliky útočí do duše všech postav. Také dokresluje Tulákovu interpretací svou chladnou nezainteresovanosti a odstupem od zbytku rukojmích. Jakmile však dostane popud, tak reaguje a odráží útoky spoluvězňů s okamžitým návalem logických argumentů a krutých pravd o životě během války. V dialozích, kdy obyvatelé městečka odhalují své třinácté komnaty se na nich baví a s úsměvem si odkrajuje chléb. Jeho už nemůže překvapit nic a jako jeden z mála je upřímný a nic kromě své identity netají. Ani svůj strach z blížící se smrti. "(Mišovic, Karol. In IS theatre - monitoring divadiel na Slovensku..

## Soupis postav
- William Shakespeare: Romeo a Julie (Waiting actor) Divadlo Astorka Korzo '90 Bratislava
- Anton Pavlovič Čechov: Ivanov (kosých) Vysoká škola múzických umění
- Hana Naglik: Jurgova Hana (?) Vysoká škola múzických umění
- Miroslav Dacho: For sale (?) Divadlo Ludus
- Henrik Ibsen: Hedda Gablerová (Eilert Lovborg) Vysoká škola múzických umění
- Viliam Klimáček: Kdo se bojí Beatles (Kameraman, Sanitkár) Slovenské národní divadlo
- David Mamet: Sexuální perverzitou v Chicagu (Ramon) Vysoká škola múzických umění
- Larry Peerce, Nicolas E. Baehr: Incident (?) Divadlo Ludus
- William Shakespeare: Hamlet (Marcellus) Slovenské národní divadlo
- William Shakespeare: Večer tříkrálový (Antonio) Slovenské národní divadlo
- Jozef Gregor Tajovský: statky-zmatky (Ondráš) Divadlo Andreja Bagara
- Roman Polák: Piargu (Honza) Divadlo Andreja Bagara
- Ivan Kusan: Čaruga (Nikola Žažč) Meteorit, International Theatre Group
- Michael Frayn: Sardinky na scénu, prosím! (Tim Allgood) Divadlo Andreja Bagara
- William Shakespeare: Král Lear (Rytíř) Divadlo Andreja Bagara
- Ivan Bukovčan: Než kohout nezazpíval (Tulák - doštudované) Arteatro
- Jean Anouilh: Kolombína (Julien) Divadlo Andreja Bagara
- Carlo Goldoni: Vějíř (Evaristo - doštudované) Slovenské národní divadlo
- Kamil zisku: Mátohy (Bača, Starosta, Čert 2, Komorník) Divadlo Andreja Bagara
- Arnold Wesker: Kuchyně (Alfredo) Divadlo Andreja Bagara
- Tennessee Williams: Skleněný zvěřinec (Tom) Divadlo Andreja Bagara